# SOS Numérobis
SOS Tournevis (voorheen Périférix, Trans'Averne en SOS Numérobis) is een familie-achtbaan in het Franse attractiepark Parc Astérix te Plailly, bij Parijs.  

## Geschiedenis en naamgeving
De achtbaan opende in 1990 onder de naam Trans'Averne in het voormalig themagebied Place de Gergovie. De naam slaat op de Averni, een Gallische stam die ook in de wereld van Asterix geregeld voorkomt en de attractie was een verwijzing naar de strip Het ijzeren schild dat zich grotendeels in Gergovia afspeelt. In 2000 werd de attractie verplaatst om ruimte te maken voor de bouwwerkzaamheden van achtbaan La Trace de Hourra.
Vanaf 2002 heet de attractie Périférix, vernoemd naar een bijfiguur uit de Asterix strips die in de Nederlandse vertaling Visstix wordt genoemd die voorkomt in de strip De grote oversteek. De Franse naam Périférix is ook een verwijzing naar de ringweg van Parijs (Boulevard Périphérique).
In 2012 opende het nieuwe themagebied L'Égypte waardoor deze achtbaan werd hernoemd tot SOS Numérobis. Numérobis is een architect uit de strip Asterix en Cleopatra en de daarop gebaseerde tekenfilm en de daarvan afgeleide speelfilm Asterix & Obelix: Missie Cleopatra. Numérobis heet in de Nederlandse vertaling Tekenis.
Het grootste deel van de baan werd in 2015 vernieuwd. De attractie verplaatste in dat jaar naar de huidige locatie in het park.
In 2024 kwam de nieuwe attractie La tour de Numérobis erbij. Door de gelijkaardige naam hebben ze beslist om de naam te veranderen van SOS Numérobis naar SOS Tournevis.

## De baan
De achtbaan is van het model Tivoli van de Duitse fabrikant Zierer. De baan bestaat uit een Booster Wheel Lifthill en twee helixen die een acht vormen. Ze is ongeveer 200 meter lang en zes meter hoog een heeft een maximale snelheid van 32 km/h.
Afbeeldingen · Lijst van attracties